# Webwereld
Webwereld was een Nederlandstalige website met nieuws en informatie over hardware, software en internet. De website is opgericht in 1995 en was een uitgave van IDG Nederland.
Webwereld bracht voornamelijk nieuwsberichten over ontwikkelingen in ICT binnen en buiten Nederland. Registratie was vereist om te kunnen reageren. Daarnaast had de site een redactieblog, columns, video's en peilingen.
In oktober 2011 publiceerde de site een maand lang elke dag een privacylek onder de naam Lektober. Deze actie zorgde voor extra aandacht voor de beveiliging van privacygevoelige informatie, maar leverde kritiek op van beveiligingsexperts omdat de actie impliciet zou oproepen tot het hacken van websites. Enkele personen die zich 'Kwik, Kwek en Kwak' zouden noemen, hackten eind oktober de persoonlijke server van Brenno de Winter, een freelance journalist die aan het Lektober-project meewerkte. Ze vonden dat partijen met grote informatielekken ten onrechte aan de schandpaal werden genageld. Ook de gegevens van gebruikers van Webwereld kwamen op straat te liggen.
Op 19 februari 2020 meldde de uitgever van de site dat deze per 1 maart 2020 ging stoppen. Daarvoor was de site al enige tijd niet meer actueel. Na de opheffing zijn de artikelen verplaatst naar de globale sites van computerworld.com.

## Voetnoten
1. ↑  Lektober: elke dag een ander privacylek". Volkskrant.nl (3 oktober 2011).
2. ↑  "Lektober: zegen of sensatie?", BN de Stem, 8 november 2011. (pagina niet meer beschikbaar)
3. ↑  Cyberaanval op Lektober-onderzoeker. Webwereld (30 oktober 2011). Gearchiveerd op 13 maart 2012. Geraadpleegd op 21 februari 2012.
4. ↑  IDG, IDG gaat verder met uitsluitend zakelijke titels en neemt afscheid van Webwereld. Webwereld. Gearchiveerd op 20 februari 2020. Geraadpleegd op 3 maart 2020.